# Eiskunstlauf-Weltmeisterschaften 1908
Die 13. Eiskunstlauf-Weltmeisterschaften 1908 fanden für die Einzelwettbewerbe am 25. und 26. Januar 1908 in Troppau (Cisleithanien) und für den Paarwettbewerb, den ersten in der Geschichte überhaupt, in Sankt Petersburg (Russisches Kaiserreich) statt.
Die Deutschen Anna Hübler und Heinrich Burger errangen den ersten Paarlauf-Weltmeistertitel.

## Ergebnisse

### Herren
| Platz | Sportler        | Land            |
| ----- | --------------- | --------------- |
| 1     | Ulrich Salchow  | Schweden        |
| 2     | Gilbert Fuchs   | Deutsches Reich |
| 3     | Heinrich Burger | Deutsches Reich |

Punktrichter waren:
- O. Bohatsch  Österreich
- C. Dorasil  Deutsches Reich
- P. Engelhardt  Deutsches Reich
- H. D. Faith  Vereinigtes Königreich
- I. Forssling  Schweden
- Gustav Hügel  Österreich
- Otto Schöning  Deutsches Reich

### Damen
| Platz | Sportlerin       | Land            |
| ----- | ---------------- | --------------- |
| 1     | Lily Kronberger  | Ungarn          |
| 2     | Elsa Rendschmidt | Deutsches Reich |

Punktrichter waren:
- H. D. Faith  Vereinigtes Königreich
- Otto Schöning  Deutsches Reich
- I. Forssling  Schweden
- Gustav Hügel  Österreich
- P. Engelhardt  Deutsches Reich

### Paare
| Platz | Sportler                             | Land                   |
| ----- | ------------------------------------ | ---------------------- |
| 1     | Anna Hübler / Heinrich Burger        | Deutsches Reich        |
| 2     | Phyllis Johnson / James H. Johnson   | Vereinigtes Königreich |
| 3     | Lidija Popowa / Alexander L. Fischer | Russland               |

Punktrichter waren:
- R. Sundgren  Großfürstentum Finnland
- W. Schnobel  Russland
- J. Kettnitz  Russland
- A. Iwaschenzow  Russland
- W. Sresnewsky  Russland

## Medaillenspiegel
| Platz | Land                   | Gold | Silber | Bronze | Gesamt |
| ----- | ---------------------- | ---- | ------ | ------ | ------ |
| 1     | Deutsches Reich        | 1    | 2      | 1      | 4      |
| 2     | Schweden               | 1    | –      | –      | 1      |
| 2     | Ungarn                 | 1    | –      | –      | 1      |
| 4     | Vereinigtes Königreich | –    | 1      | –      | 1      |
| 5     | Russland               | –    | –      | 1      | 1      |

## Quelle
- World figure skating championships 1900–1909 (men). Skatabase, archiviert vom Original am 11. Oktober 2008; abgerufen am 22. Mai 2018 (englisch).
- World figure skating championships 1906–1914 (ladies). Skatabase, archiviert vom Original am 4. Dezember 2008; abgerufen am 22. Mai 2018 (englisch).
- World figure skating championships 1908–1914 (pairs). Skatabase, archiviert vom Original am 4. Dezember 2008; abgerufen am 22. Mai 2018 (englisch).